# Piasecki H-16 Transporter
Piasecki H-16 Transporter là một loại trực thăng cứu nạn và vận tải do Frank Piasecki thiết kế, Piasecki Helicopter chế tạo với tên gọi ban đầu là PV-15.

## Biến thể

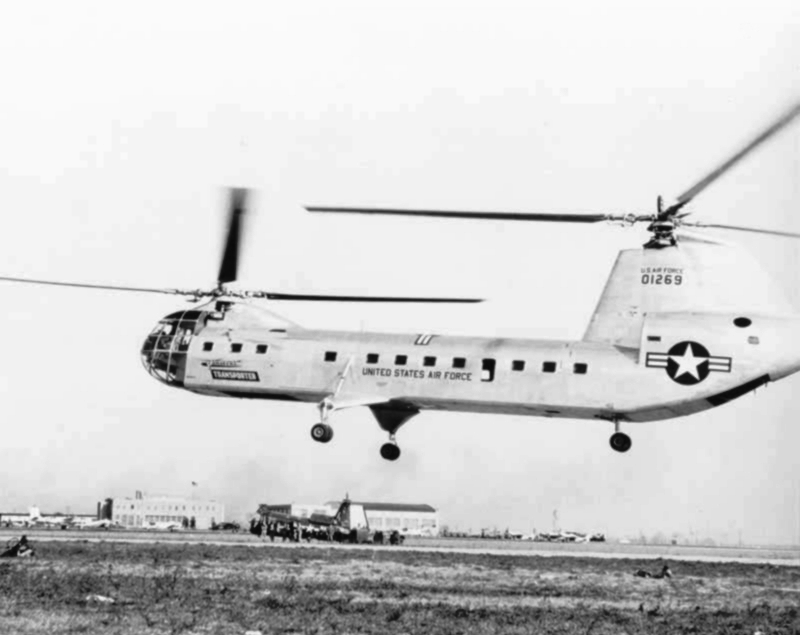
Mẫu thử YH-16A thứ nhất

XH-16A
YH-16A
YH-16B

## Quốc gia sử dụng
United States
- Không quân Hoa Kỳ
- Lục quân Hoa Kỳ

## Tính năng kỹ chiến thuật (H-16)
Bản mẫu:Aero specs missing